# Gyarmat
Gyarmat è un comune di 1 289 abitanti situato nella contea di Győr-Moson-Sopron, nell'Ungheria nordoccidentale.